# Imatge fotoacústica

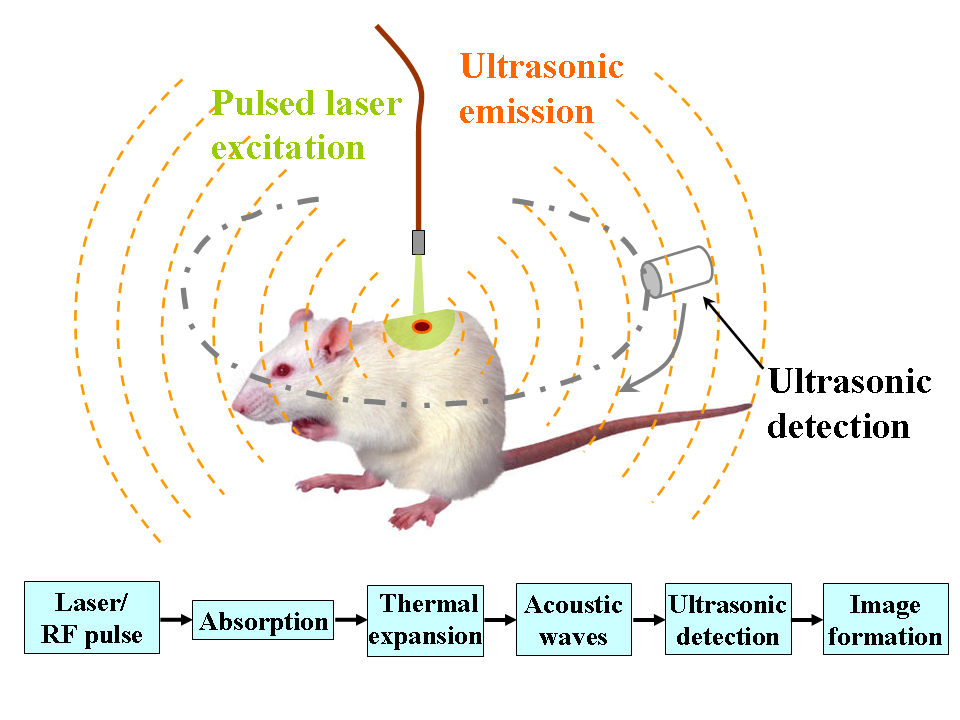
Il·lustració esquemàtica de la imatge fotoacústica.

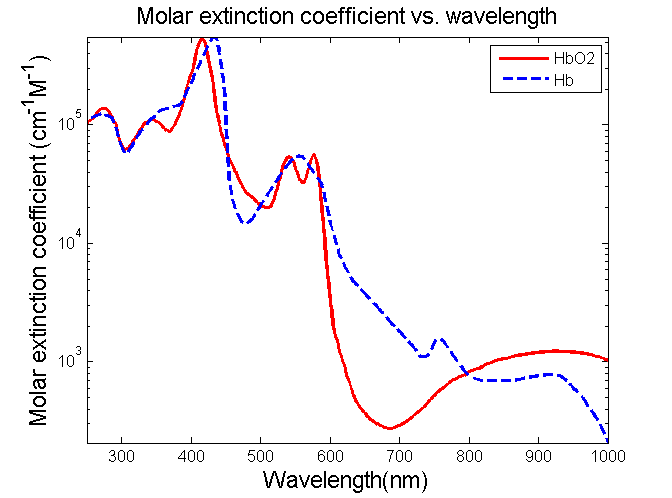
Fig. 2. Espectres d'absorció de l'oxi- i desoxi-hemoglobina.

La imatge fotoacústica o imatge optoacústica és una modalitat d'imatge biomèdica basada en l'efecte fotoacústic. Els polsos làser no ionitzants s'entreguen als teixits biològics i part de l'energia s'absorbirà i es convertirà en calor, donant lloc a una expansió termoelàstica transitòria i, per tant, a una banda ampla (és a dir, MHz) emissió d'ultrasons. Les ones ultrasòniques generades són detectades per transductors ultrasònics i després s'analitzen per produir imatges. Se sap que l'absorció òptica està estretament associada amb propietats fisiològiques, com la concentració d'hemoglobina i la saturació d'oxigen. Com a resultat, la magnitud de l'emissió d'ultrasons (és a dir, senyal fotoacústic), que és proporcional a la deposició d'energia local, revela un contrast d'absorció òptica fisiològicament específic. Aleshores es poden formar imatges en 2D o 3D de les àrees objectiu.
L'absorció òptica en teixits biològics pot ser deguda a molècules endògenes com l'hemoglobina o la melanina, o agents de contrast administrats de manera exògena. Com a exemple, la figura 2 mostra els espectres d'absorció òptica de l'hemoglobina oxigenada (HbO₂) i l'hemoglobina desoxigenada (Hb) a la regió visible i infraroja propera. Com que la sang sol tenir una absorció d'ordres de magnitud més alta que els teixits circumdants, hi ha prou contrast endogen per a la imatge fotoacústica per visualitzar els vasos sanguinis. Estudis recents han demostrat que la imatge fotoacústica es pot utilitzar in vivo per al monitoratge de l'angiogènesi del tumor, mapeig de l'oxigenació de la sang, imatges funcionals del cervell, detecció de melanoma de la pell, mesura de metahemoglobina, etc.
S'han desenvolupat dos tipus de sistemes d'imatge fotoacústica, la tomografia computada fotoacústica/termoacústica (també coneguda com a tomografia fotoacústica/termoacústica, és a dir, PAT/TAT) i la microscòpia fotoacústica (PAM). Un sistema PAT típic utilitza un detector d'ultrasons no enfocat per adquirir els senyals fotoacústics, i la imatge es reconstrueix resolent inversament les equacions fotoacústiques. Un sistema PAM, d'altra banda, utilitza un detector d'ultrasons enfocat esfèricament amb escaneig 2D punt per punt i no requereix cap algorisme de reconstrucció.